# ナンキンハゼ属
ナンキンハゼ属（ナンキンハゼぞく、学名: Triadica）は、トウダイグサ科 (Euphorbiaceae) の植物の属の一つである。
TriadicaのTriは数字の3の意で、双子葉植物には珍しい三数性であることから来ている。
本属の植物種は以前、当時のシラキ属 ( Sapium) に分類されていた。しかし、その後の研究によりシラキ属は新設された Neoshirakia を指すこととなったうえシラキ一種のみになり、新たに本属が創設された。現在の Sapium 属は、中南米の種のみに限定されている。

## 種
- ナンキンハゼ Triadica sebifera (L.) Small
- ナガバナンキンハゼ Triadica cochinchinensis Lour.